# Rhinomorinia longifacies
Rhinomorinia longifacies är en tvåvingeart som beskrevs av Herting 1966. Rhinomorinia longifacies ingår i släktet Rhinomorinia och familjen gråsuggeflugor.
Artens utbredningsområde är Nepal. Inga underarter finns listade i Catalogue of Life.